# Anthrax semifuscatus
Anthrax semifuscatus är en tvåvingeart som beskrevs av Enrico Adelelmo Brunetti 1920. Anthrax semifuscatus ingår i släktet Anthrax och familjen svävflugor.
Artens utbredningsområde är Sri Lanka. Inga underarter finns listade i Catalogue of Life.